# Сулейман Ісаак Туре
Сулейман Ісаак Туре (фр. Souleymane Isaak Touré; 28 березня 2003, Гонесс) — французький футболіст, захисник футбольного клубу «Удінезе».

## Клубна кар'єра
Виступав за молодіжні команди французьких клубів «Сен-П'єр», «Клеон» та «Гавр». 11 липня 2020 року підписав свій перший професійний контракт з «Гавром». 29 серпня 2020 року дебютував в основному складі, вийшовши на заміну на 89 хвилині замість Умута Мераша в матчі французької Ліги 2 проти «Ам'єна» (1:0). У тому сезоні 2020/21 це залишилася його єдина гра за першу команду, а у наступному сезоні 2021/22 Сулейман Ісаак Туре провів ще 17 матчів за рідну команду.
30 червня 2022 року Туре підписав п'ятирічний контракт із командою Ліги 1, «Марсель».

## Кар'єра у збірній
17 вересня 2019 року дебютував у складі юнацької збірної Франції до 17 років у матчі проти збірної Нідерландів (0:2), відігравши повний матч. Загалом за цю команду зіграв у 6 іграх.
2 вересня 2021 року дебютував у складі юнацької збірної Франції до 19 років у товариському матчі проти збірної Росії (5:2), а вже у наступному матчі, 6 жовтня 2021 року проти збірної Англії (3:1), вперше відзначився в матчі за юнацьку збірну, відкривши рахунок на 26 хвилині. 23 березня 2022 року знову зумів відзначитися, відкривши рахунок у матчі проти збірної Швеції (5:0) у рамках відбіркового турніру на юнацький чемпіонат Європи з футболу 2022 року і в підсумку вийшов з командою до фінальної стадії турніру.
18 червня 2022 вийшов у стартовому складі на матч проти господарів континентальної першості, збірної Словаччини (5:0) і отримав жовту картку на 84 хвилині. Загалом на турнірі зіграв у трьох іграх і у грі півфіналу проти Ізраїлю забив гол у свої ворота, через що його команда програла 1:2 і покинула турнір.